# Зимина, Валентина Дмитриевна
Валенти́на Дми́триевна Зимина (7 августа 1957, село Канино, Рязанская область — 8 января 2012, Москва) — советский и российский историк и политолог, исследователь Белого движения и гражданской войны в России, один из ведущих специалистов, формировавших и развивших направления исследования государственной власти и управления в России. Внесла серьёзный вклад в изучение Белого движения в период Гражданской войны. Доктор исторических наук (1998), профессор (1999), заведующая кафедрой теоретической и прикладной политологии факультета истории, политологии и права Историко-архивного института РГГУ (2002—2012).

## Биография
Родилась 7 августа 1957 года в семье служащих в селе Канино Сапожковского района Рязанской области. Русская.
По окончании в 1974 году с золотой медалью средней школы поступила на исторический факультет Калининского государственного университета, который успешно окончила в 1980 году, получив специальность историк, преподаватель истории и обществоведения.

### Научная деятельность
В 1980 годах начала работать младшим научным сотрудником на кафедре истории СССР Калининского государственного университета.
В 1983 году в Калининском государственном университете под научным руководством доктора исторических наук, профессора В. В. Комина защитила диссертацию на соискание учёной степени кандидата исторических наук по теме «Российская монархическая контрреволюция и германская интервенция в годы гражданской войны (на материалах северо-запада России)» (специальность 07.00.02 — история СССР).
29 ноября 1991 года было присвоено учёное звание доцента по кафедре социально-политических наук.
В 1998 году в Волгоградской академии государственной службы защитила диссертацию на соискание учёной степени доктора исторических наук по теме «Белое движение и российская государственность в период гражданской войны».
С 17 ноября 1999 года — профессор кафедры истории и теории политики.
С 1999 года читала в РГГУ следующие курсы лекций:
- «Политическая история России»,
- «Государственная политика и управление»,
- «Политическая теория»,
- «Современные миграционные процессы»,
- «Методология политической науки» и др.

Автор более чем 117 работ, в том числе 5 монографий, учебных пособий по отечественной истории и политологии.

### Вклад в изучение Белого движения
Историк С. В. Карпенко отмечает, что В. Д. Зимина положила начало изучению Белой государственности в её современном понимании, а также «сформулировала оригинальные теоретические взгляды, разработала и применила новаторские подходы, наметила дальнейшие пути исследования этой сложной, многоплановой проблематики». Историк пишет, что подход Зиминой к изучению Белого дела отличался выделением из всей «белой» тематики вопроса государственности Белого движения, которая рассматривалась в качестве продолжения государственности Российской Империи. Исключительно важные выводы, в числе которых тезис о том, что «модель белого государственного устройства России сочетала в себе тоталитарные и демократические начала», что «создавало широкое поле для политических комбинаций», историк Зимина смогла сделать благодаря глубокому и системному выявлению общего и особенного, целеустремленному поиску ответа на вопрос, почему Белое движение потерпело поражение.

Всей своей многолетней плодотворной работой В.Д. Зимина воплощала в реальность не раз высказанное ею предположение (скоро ставшее, по сути, уверенным утверждением), что изучение истории Белого движения, как и вообще истории Гражданской войны, «должно идти поступательно: от режима к региону и далее к России в целом. Это путь не от простого к сложному — “по прямой”, а скорее “по спирали”, поскольку конечная цель заключается в определении закономерностей развития политического процесса в России. И вряд ли такой процесс можно схематизировать с учетом всех его местных и общероссийских особенностей— С. В. Карпенко
В. Д. Зимина задала на дальнюю перспективу направление изучения государственности Белого движения. И этот «вектор», пишет историк Карпенко, разом отбросил на обочину многие работы, появившиеся в 1990-е годы, на волне почти массового интереса к Белому движению.

### Семья
Отец — Дмитрий Дмитриевич Зимин. Мать — Зинаида Андреевна Зимина. Сын — Степан.

## Основная библиография
- Зимина В. Д. Крах германофильской монархической контрреволюции на юге России в годы гражданской войны и интервенции: Учеб. пособие / Калин. гос. ун-т. — Калинин: [б. и.], 1989. — 87 с.
- Гражданов Ю. Д., Зимина В. Д. Союз орлов: Белое дело России и германская интервенция в 1917—1920 гг. Волгоград, 1997.
- Зимина В. Д. Белое движение и российская государственность в период Гражданской войны / [Науч. ред.] Степанский А. Д.. — Волгоград: Изд-во ВАГС, 1997. – 484 с.
- Зимина В. Д., Гражданов Ю. Д. Интеллигенция в политических процессах России начала XX века. — Волгоград: ВАГС, 1999. — 101 с.
- Зимина В. Д. Гражданская война 1918—1922 гг. как политический конфликт в развитии российской государственности // Новый исторический вестник. — 2004. — 2004; № 2 (11). — С. 258—279.
- Зимина В. Д. Дети русской эмиграции: выживание ради самосохранения России // Новый исторический вестник. — 2004. — 2004 ; № 2 (11). — С. 183—197.
- Зимина В. Д. Либеральные ценности в политическом управлении белых режимов в годы Гражданской войны в России // «Новая Россия»: Власть, общество, управление в контексте либеральных ценностей : материалы междунар. науч. конф., Москва, 22 марта 2004 г. / Рос. гос. гуманитарный ун-т, Фак. истории, политологии и права. — М.: РГГУ, 2004. С. 46—51.
- Зимина В. Д. Самопознание российской интеллигенции в эпоху революции 1917 г. // Массовое сознание и массовая культура в России: история и современность. Сб. статей. РГГУ, 2004. — С. 75—89.
- Зимина В. Д. Белое дело взбунтовавшейся России: полит. режимы Гражд. войны, 1917—1920 гг. / [Рос. гос. гуманитарный ун-т]. — М.: РГГУ, 2006. — 465 с.
- Гришанин П. И., Зимина В. Д. «Падение» и «Взлеты» Белого движения в отечественной историографии / П. И. Гришанин, В. Д. Зимина. – Пятигорск : ПГЛУ, 2008. – 180 с.
- Зимина В. Д. Революционная событийность в контексте политического дискурса России начала XX в. // Вестник РГГУ. — 2008. — 2008 ; № 1. С. 76—94.
- Зимина В. Д., Борисов Н. А. Политическое управление : учеб. / ; Федер. агентство по образованию, Гос. образоват. учреждение высш. проф. образования «Рос. гос. гуманитарный ун-т». — М.: Издат. центр РГГУ, 2008. — 367 с.

## Память
17 мая 2022 года в РГГУ прошла конференция, посвящённая памяти В.Д. Зиминой.